# Heinijärvi (sjö i Sastamala, Birkaland)
Heinijärvi är en sjö i kommunen Sastamala i landskapet Birkaland i Finland. Sjön ligger 69,5 meter över havet. Arean är 97 hektar och strandlinjen är 7,06 kilometer lång. Sjön  ingår i Karvia å huvudavrinningsområde.   Den ligger omkring 59 km väster om Tammerfors och omkring 200 km nordväst om Helsingfors. 
I sjön finns ön Keltinsaari. 